# 島田剛
島田 剛（しまだ ごう、1969年 - ）は、日本の経済学者。専門は、国際経済学・開発経済学・産業開発・ソーシャルキャピタル・国連研究。学位は、博士（学術）（早稲田大学・2014年）。明治大学 情報コミュニケーション学部 教授・学科長（国際経済学）。国際開発学会 常任理事（学会誌編集長）、Partnership for Economic Policy 理事。早稲田大学 レジリエンス研究所 招聘研究員。コロンビア大学客員研究員、静岡県立大学国際関係学部准教授、国際連合政府代表部一等書記官、世界銀行およびアジア開発銀行コンサルタント、独立行政法人国際協力機構主任研究員などを歴任。神戸市生まれ。

## 来歴

### 生い立ち
1992年から2015年まで、特殊法人国際協力事業団に勤務した。

### 特殊法人の職員として
国際協力事業団では、1992年に青年海外協力隊事務局に配属され、1994年5月より無償資金協力業務部に移った。1999年10月からは、デリー連邦直轄地ニューデリー区に所在するインド事務所にて勤務することになり、インドに渡った。なお、並行してグレーター・マンチェスター州マンチェスター市に所在するマンチェスター大学にて経済学を専攻しており、同年12月に大学院を修了した。それにともない、Master of Arts with Distinctionの学位を取得した。2002年8月、人事部の人事課に配属された。

### 独立行政法人の職員として
2003年10月、国際協力事業団の後継組織として、独立行政法人である国際協力機構が発足したが、引き続き勤務した。しかし、2005年2月より、ニューヨーク州ニューヨーク市に所在する国際連合政府代表部に一等書記官として出向することになり、アメリカ合衆国に渡る。なお、2007年1月からは、同じくニューヨーク市に所在するコロンビア大学の政策対話イニシアチブにて、シャドーG7タスクフォースのメンバーとなっている。
同年8月、国際協力機構に戻り、理事長室にて理事長秘書役に就任し、理事長の緒方貞子に仕えた。2008年8月、産業開発・公共政策部の産業貿易課にて課長に就任した。2011年8月、国際協力機構研究所にて、企画課の課長に就任した。なお、同月より、GDN-Japanの事務局長も兼任した。2013年3月には、国際協力機構研究所の主任研究員に就任した。なお、並行して早稲田大学の大学院に在籍し、アジア太平洋研究科にて学んだ。2014年9月、早稲田大学大学院の後期博士課程を修了した。それにともない、博士（学術）の学位を取得した。また、2014年3月からは、コロンビア大学の客員研究員を兼任した。また、同年10月からは、早稲田大学の「日米研究機構招聘研究員」も兼任した。

### 研究者として
2015年4月、静岡県立大学に転じることになり、国際関係学部にて准教授に就任した。国際関係学部においては、主として国際関係学科の国際政治経済コースの講義を担当した。同時に、静岡県立大学の大学院にて、国際関係学研究科の准教授を兼務することになった。国際関係学研究科においては、主として国際関係学専攻の講義を担当した。さらに、静岡県立大学の グローバル・スタディズ研究センター および 広域ヨーロッパ研究センター においては、研究員を兼務した。また、古巣である国際協力機構研究所においては、同月より招聘研究員を兼任した。2018年4月からは明治大学の情報コミュニケーション学部の准教授に就任した（国際経済学）。2023年より同教授。

## 研究
専門は経済学、特に国際経済学・開発経済学・産業開発・ソーシャルキャピタルといった分野の研究や、国際連合に関する研究に取り組む。具体的には、発展途上国の経済の構造転換や、産業開発の戦略を研究している。極度の貧困の解消を目指す国際協力機構研究所とブルッキングス研究所との共同研究に参画し、ローレンス・チャンディー、加藤宏、ホミ・カラスが編纂した専門書にも執筆している。また、国際協力機構研究所とコロンビア大学との共同研究に参画し、ジョセフ・E・スティグリッツ、ハージュン・チャン、ダニー・ライプツィガーらとともにアフリカの産業政策を分析した。この研究成果については、スティグリッツらが編纂した専門書に執筆して発表したが、国際協力機構と国際連合開発計画が主催するイベントでも説明することになり、スティグリッツ、田中明彦、ヘレン・クラーク、マクタール・ディオップ、アキンウミ・アデシナらとともに登壇した。そのほかにも、関連するテーマで論文などを発表している。また、東北地方太平洋沖地震によって引き起こされた東日本大震災において、社会関係資本が復旧や復興に及ぼした影響について、経済学的な見地から分析を試みている。このテーマに関しては、鎌田薫が監修した専門書においても執筆している。
学術団体としては、アメリカ経済学会、開発経済学会、国際開発学会や人間の安全保障学会、日本国際連合学会、などに所属している。開発経済学会 と 人間の安全保障学会 では理事を、国際開発学会 では、常任理事と編集委員長を務めた。

## 略歴
- 1992年 - 国際協力事業団入団（2015年まで勤務[6]）。
- 1992年 - 国際協力事業団青年海外協力隊事務局配属。
- 1994年 - 国際協力事業団無償資金協力業務部配属。
- 1999年 - 国際協力事業団インド事務所配属。
- 1999年 - マンチェスター大学大学院経済学研究科修了。
- 2002年 - 国際協力事業団人事部人事課配属。
- 2003年 - 国際協力機構人事部人事課配属。
- 2005年 - 国際連合政府代表部一等書記官。
- 2007年 - コロンビア大学政策対話イニシアチブシャドーG7タスクフォースメンバー。
- 2007年 - 国際協力機構理事長室理事長秘書役。
- 2008年 - 国際協力機構産業開発・公共政策部産業貿易課課長。
- 2011年 - 国際協力機構JICA研究所企画課課長。
- 2013年 - JICA研究所主任研究員。
- 2014年 - コロンビア大学客員研究員。
- 2014年 - 早稲田大学大学院アジア太平洋研究科後期博士課程修了。
- 2014年 - 早稲田大学日米研究機構招聘研究員。
- 2015年 - 静岡県立大学国際関係学部准教授。
- 2015年 - 静岡県立大学大学院国際関係学研究科准教授。
- 2015年 - 静岡県立大学広域ヨーロッパ研究センター研究員。
- 2015年 - JICA研究所招聘研究員。
- 2018年 - 明治大学情報コミュニケーション学部准教授
- 2023年 - 明治大学情報コミュニケーション学部 教授

## 著作

### 主な論文
- Shimada, Go. 2024. "Fukushima Daiichi nuclear power plant impact on regional economies from 1960 to 2010."  Renewable and Sustainable Energy Reviews 203:114801. doi: https://doi.org/10.1016/j.rser.2024.114801.
- Shimada, Go. 2023. "Is Kaizen Effective in Developing Countries? The Universality and Distinctiveness of Kaizen," Journal of International Development Studies 31(3): 9-20.https://doi.org/10.32204/jids.31.3_9
- Shimada, Go. 2022. "The Impact of Climate-Change-Related Disasters on Africa’s Economic Growth, Agriculture, and Conflicts: Can Humanitarian Aid and Food Assistance Offset the Damage?" International Journal of Environmental Research and Public Health 19 (1): 467. https://doi.org/10.3390/ijerph19010467
- Shimada, Go and Tetsushi Sonobe. 2021. Impacts of management training on workers: Evidence from Central America and the Caribbean region. Review of Development Economics.　25 (4): 1492-1514. https://doi.org/10.1111/rode.12773
- 島田剛、2020、「貧困と雇用 ー アフリカにおける産業政策と経済学の役割」、経済セミナー2020年2・3月号、日本評論社、東京.
- 島田剛「特集：国際開発におけるカイゼン研究の到達点と今後の課題:―学際的アプローチからの政策的インプリケーションの検討―」『国際開発研究』第27巻第2号、国際開発学会、2018a、1-11頁、doi:10.32204/jids.27.2_1、ISSN 1342-3045、NAID 130007624077。
- 島田剛「生産性向上のアメリカ対日援助の戦略と労働組合、アジアへの展開:―被援助国としての日本の経験―」『国際開発研究』第27巻第2号、国際開発学会、2018b、69-84頁、doi:10.32204/jids.27.2_69、ISSN 1342-3045、NAID 130007624088。
- Shimada, Go and Miki Motomura. 2017. "Building Resilience through Social Capital as a Counter-Measure to Natural Disasters in Africa: A Case Study From A Project in Pastoralist and Agro-pastoralist communities in Borena, in the Oromia Region of Ethiopia." Africa Study Monograph. Supplement Issue No. 53: 35-51. （島田 剛・本村 美紀(2018)「第9章 レジリエントな社会の構築とソーシャル・キャピタル ー エチオピアの遊牧民・農牧民コミュニティにおける旱魃対策支援」（湖中真哉・太田至・孫暁剛 編『地域研究から見た人道支援 - アフリカ遊牧民の現場から問い直す』（昭和堂）の第9章として所収）
- Shimada, Go. 2016. "A Quantitative Study of Social Capital in the Tertiary Sector of Kobe - Has Social Capital Promoted Economic Reconstruction Since the Great Hanshin Awaji Earthquake?” International Journal of Disaster Risk Reduction. Volume 22. Pages 494-502. https://doi.org/10.1016/j.ijdrr.2016.10.002（Reprint as a chapter in Pijush Samui, Dookie Kim and Chandan Ghosh. eds. 2018. Integrating Disaster Science and Management: Global Case Studies in Mitigation and Recovery. Amsterdam: Elsevier).
- Shimada, Go. 2016. "The Role of Social Capital after Disasters: An Empirical Study of Japan based on Time-Series-Cross-Section (TSCS) Data from 1981 to 2012. " International Journal of Disaster Risk Reduction.14. 388-394. doi:10.1016/j.ijdrr.2015.09.004
- 島田剛「開発援助による産業開発支援・包括的アプローチの可能性 : エチオピアにおける政策対話とカイゼン・プロジェクトから (篠原総一教授古稀記念論文集)」『経済学論叢』第67巻第3号、同志社大学経済学会、2015年12月、637-663頁、ISSN 0387-3021、NAID 40020742847。
- 島田剛「自然災害の日本経済への影響 : 1970～98年のパネルデータから / The macroeconomic impacts of natural disasters : A case study of Japan」『アジア太平洋研究科論集』第24号、早稲田大学大学院アジア太平洋研究科出版・編集委員会、2012年10月、121-137頁、ISSN 1346-6348、NAID 40019457324。

### 書籍
- 島田剛、2024、「第1章　援助でアフリカはレジリエントになるか？――気候変動による災害が経済成長、農業、紛争に与える影響」、湖中 真哉、グレタ・センプリチェ、ピーター・D・リトル （編）「レジリエンスは動詞である：アフリカ遊牧社会からの関係／脈絡論アプローチ」（京都大学出版会）
- 島田剛、2023、『ミクロ経済学への招待』（ライブラリ経済学への招待 2）（新世社）
- 島田剛、2021、「第6章 途上国の生産性と人材の能力向上―企業内と企業外での人材育成」、山田肖子他（編）『途上国の産業人材育成: SDGs時代の知識と技術』（日本評論社）
- 島田剛、2021、「第3章 進展するグローバル・バリューチェーンと底辺への競争―企業の戦略、途上国の戦略」、山田肖子他（編）『途上国の産業人材育成: SDGs時代の知識と技術』（日本評論社）
- Hosono, Akio, John Page, and Go Shimada, eds. 2020. Workers, Managers, Productivity - Kaizen in Developing Countries. Singapore: Palgrave Macmillan.
- Go Shimada. 2020. “Why is Kaizen Critical for Developing Countries? ? Kaizen as a Social Innovation in the Era of Global Inequality” In Hosono, Akio, John Page and Go Shimada. Forthcoming. eds. Workers, Managers, Productivity: Kaizen in Developing Countries. Singapore: Palgrave Macmillan
- Go Shimada. 2019. “Does Environmental Policy Make African Industry Less Competitive? - The Possibilities in Green Industrial Policy.” In Ravi Kanbur, Akbar Norman, Joseph Stiglitz. eds. The Quality of Growth in Africa. New York: Columbia University Press. ISBN 9780231194761
- Higuchi, Yuki and Go Shimada. 2019. "Industrial Policy, Industrial Development and Structural Transformation in Asia and Africa". In Keijiro Osuka and Kaoru Sugihara. eds. Paths to the Emerging State in Asia and Africa(Emerging-Economy State and International Policy Studies).Singapore: Springer. ISBN 978-981-13-3131-2
- 島田剛、2018、「第13章 社会イノベーションと地域的受容性 - 社会関係資本からの検討」（松岡俊二（編）『社会イノベーションと地域の持続性』、有斐閣（2018年）。ISBN 978-4-641-16534-2
- 湖中 真哉、太田 至、孫 暁剛 (編)、2018年、『地域研究からみた人道支援: アフリカ遊牧民の現場から問い直す (地域研究ライブラリ) 』昭和堂。ISBN 978-4812217115
- Shimada, Go. 2017. Inside the Black Box of Japan’s Institution for Industrial Policy - An Institutional Analysis of Development Bank, Private Sector and Labour. In Akbar Noman and Joseph Stiglitz. eds. Efficiency, Finance and Varieties of Industrial Policy. New York: Columbia University Press. ISBN 9780231180504
- Shimada, Go. 2015. "The Economic Implications of Comprehensive Approach to Learning on Industrial Development (Policy and Managerial Capability Learning): A Case of Ethiopia." In Akbar Noman and Joseph Stiglitz. eds. Industrial Policy and Economic Transformation in Africa. New York: Columbia University Press. ISBN 9780231175180
- Shimada, Go. 2015. "Towards community resilience - the role of social capital after disasters." In Laurence Chandy, Hiroshi Kato, Homi Kharas, eds. The last mile in ending extreme poverty, Washington D.C.: Brookings Institution Press, 2015. ISBN 9780815726333
- 島田剛、2015年、「阪神・淡路大震災20年から東日本大震災を考える ‐ レジリエンスとソーシャル・キャピタル」、鎌田薫監修『震災後に考える』早稲田大学出版部。ISBN 9784657150035
- 島田剛、2009年、「国連開発システムの政治経済学－ジャクソン報告から一貫性パネルまでの改革議論の変遷と今後の改革の可能性」、日本国際連合学会編『国連研究の課題と展望』国際書院。ISBN 9784877911959

### その他
- 原発は地域経済を救ったのか？：福島第一原発がもたらした雇用と産業構造の変化（1960-2010年）Meiji.net
- The Impact of Nuclear Power Plants on Regional Economies: Evidence from the Fukushima Daiichi Power Plant based on a Difference-in-Differences at the Municipal Level using Panel Data from 1960-2010
- 島田剛、2021、「コロナ後の途上国経済： 開発経済学の役割」、経済セミナー 2021年2・3月号
- 島田剛、2021、「明治大学SDGsコーヒー」の挑戦： 神保町の街づくりと途上国支援」国際開発ジャーナル2月号
- 島田剛、2020、「いまを読む5冊「世界とからみ合うアフリカ そのしたたかさと脆さ」外交 64号、p144 - 145
- 島田剛、2020、「ジョセフ・スティグリッツ教授インタビュー『グローバル化する世界における経済学者の役割とは』（聞き手：島田剛）」、経済セミナー2020年2・3月号、日本評論社、東京.
- 島田剛、2017、書評「ジャスティン・リン『貧困なき世界』」、経済セミナー4・5月号、日本評論社、東京.
- 島田剛、2016、「第6回アフリカ開発会議（TICAD VI）から読み解く日本と世界の未来-1993年に日本で始まった3つの試みからカイゼンまで」シノドス・ジャーナル、2016年11月（http://synodos.jp/internationa -shimada.go）
- 大野健一ほか「TICAD4フォローアップ―エチオピア産業開発を支援」『国際開発ジャーナル』634号、国際開発ジャーナル社、2009年9月、12-15頁。ISSN 0911-9345

## 関連人物
- 緒方貞子
- ヘレン・クラーク
- ジョセフ・E・スティグリッツ
- 田中明彦
- 細野昭雄